# Tidsskrift.dk
Tidsskrift.dk er Det Kgl. Biblioteks nationale tidsskriftsplatform til publicering af faglige, videnskabelige og kulturelle tidsskrifter i digital fuldtekst.
Ultimo 2021 gav tidsskrift.dk adgang til 175 tidsskrifter og årbøger med næsten 100.000 artikler.
Platformen, som bygger på Open Journal Systems (OJS), giver de tilmeldte tidsskriftsredaktioner mulighed for selv at styre hele publiceringsprocessen. Programmet kan således anvendes til at samle al den redaktionelle kommunikation, der foregår i forbindelse med redigering af det indsendte materiale, lige fra forfatterens indsendelse af manuskript til den efterfølgende kommunikation mellem redaktør, bedømmer og forfatter. Det redaktionelle workflow afsluttes med, at redaktøren foretager den endelige online-udgivelse.
For dem, der måtte ønske det, er der mulighed for blot at anvende programmet til at publicere færdigredigerede manuskripter og således lade det redaktionelle arbejde foregå uden for programmets rammer.
Ved etableringen tilbydes alle redaktioner et kursus i opsætning og publicering af tidsskriftets indhold.

## Historien bag tidsskriftsplatformen
Tidsskrift.dk tog sin spæde begyndelse omkring årtusindskiftet som et projekt støttet af Danmarks Elektroniske Fag- og Forskningsbibliotek (DEFF). Her blev ni tidsskrifter oprettet online på Det Kongelige Biblioteks platform, men udviklingen tog først rigtig fart, da endnu et DEFF-projekt blev påbegyndt i 2004. Her blev diverse publiceringsprogrammer testet og anbefalingen faldt på OJS. Som et resultat af dette projekt åbnede CBS Library en publicerings-service i 2005, etableret på en OJS-server. Dette inspirerede andre forskningsbiblioteker i Danmark.
I 2006 startede det daværende Statsbiblioteket et pilotprojekt, hvor man undersøgte behovet for en publiceringsservice rettet mod tidsskrifter tilknyttet Aarhus Universitet. Hvis der viste sig et behov, ville man give tidsskrifterne mulighed for, uden udgifter for diverse redaktioner, at klare omstillingen fra print til online-tidsskrift. På baggrund af de erfaringer der indløb, hvor det bl.a. fremgik, at der for mange tidsskrifters vedkommende ikke var økonomi til selv at stå for en sådan omlægning, valgte biblioteket ligesom CBS Library at oprette en OJS-server. Dette skete i 2007. Nu kunne tidsskrifterne gratis få etableret en online-adgang.
I 2008 valgte Det Kongelige Bibliotek i København at flytte deres tidsskriftsplatform (tidsskrift.dk) over på en OJS-server og i den forbindelse påbegynde en service, svarende til den CBS og Statsbiblioteket havde etableret i årene forinden. Her bestod en stor del af indholdet imidlertid af en række retro-digitaliserede tidsskrifter. Nogle af disse var tidsskrifter, der ikke længere udkom, andre var veletablerede tidsskrifter, der ønskede ældre årgange tilgængeliggjort.
Da Statsbiblioteket og Det Kongelige Bibliotek i 2017 fusionerede til Det Kgl. Bibliotek, blev de to servere sammenlagt til den nuværende tidsskrift.dk.
En væsentlig udvidelse af platformens dækningsområde kom med etableringen af den Nationale Open Access Platform (NOAP). NOAP er et initiativ, der udspringer af Danmarks Nationale Strategi for Open Access, som blev offentliggjort af Uddannelses- og Forskningsministeriet i 2014. I forlængelse heraf har tidsskrift.dk modtaget støtte fra såvel DEFF som Styrelsen for Forskning og Innovation, Uddannelses- og Forskningsministeriet.

## Det nuværende dækningsområde
Fra at være en platform, der først og fremmest varetog universitetsverdenens interesser, har tidsskrift.dk, i kraft af etableringen af NOAP, udviklet sig til en portal, der er åben for alle videnskabelige tidsskrifter tilknyttet danske uddannelsesinstitutioner. Ét krav må de tidsskrifter, der søger om optagelse på tidsskriftsplatformen, dog leve op til efter etableringen af NOAP, nemlig, at der gives Open Access-adgang til deres indhold senest et år efter artiklernes udgivelse.
Platformen er velbesøgt. Ved udgangen af 2019 viste statistikmålinger, at der i løbet af året var blevet foretaget over 4,9 millioner downloads.
I 2021 var der over 7,9 millioner downloads.